# Teoria dell'insurrezione
La Teoria dell'insurrezione è un saggio filosofico scritto e pubblicato da Emilio Lussu mentre era in clandestinità a Parigi nel 1936. In Italia il libro vide le stampe solo 13 anni più tardi, nel 1949, quando – dopo la caduta del fascismo – fu possibile pubblicarlo liberamente.
Nell'opera Lussu – pur non essendo uno storico – valuta le insurrezioni proletarie europee degli anni precedenti, a partire dalla Rivoluzione russa, inquadrata dall'autore come la prima rivoluzione-insurrezione proletaria del secolo e inserita nel contesto di una rivoluzione permanente da lui teorizzata.

## Edizioni
- Emilio Lussu, Teoria della insurrezione, Parigi, Edizioni Giustizia e Libertà, 1936.
- Emilio Lussu, Teoria dell'insurrezione, a cura di S. Xella, collana La specola, Roma, De Carlo Editore, 1950.
- Emilio Lussu, Teoria dell'insurrezione, collana Piccola serie, Milano, Jaca Book, 1969.
- Emilio Lussu, Teoria dell'insurrezione, prefazione di Valerio Evangelisti, Camerano, Gwynplaine, 2008, ISBN 978-88-95574-00-4.